# Хімічний сенсор
Хімічні сенсори (рос. сенсоры химические, англ. chemical sensors, нім. chemische Messfühler) — сенсори, які реагують на зміну вмісту хімічного компонента в суміші, яка аналізується. Ними можуть бути, наприклад, електрохімічні чарунки.
Хімічні сенсори — основні складові частини аналітичних приладів для визначення оксидів азоту, кисню, метану, вуглекислого газу, ртуті, аміаку тощо.